# Raquel Alzate
Raquel Alzate (nascuda el 1972 a Barakaldo, Biscaia) és una artista basca que ha treballat principalment en el camp de la il·lustració, el dibuix de còmics i com a escultora modelant escultures de plom. Va obtenir el Premi Josep Toutain a Artista Revelació al Saló Internacional del Còmic de Barcelona de 2005, certamen en què, l'any següent, li van dedicar una exposició monogràfica.

## Biografia
Raquel Alzate va estudiar estudis primaris al col·legi Burtzeña de Nuestra Señora del Rosario i secundaris a l'Institut del barri de Cruces de Barakaldo. Es va llicenciar en Belles Arts a la Universitat del País Basc. Ella afirma que des de ben petita ja tenia afició pel dibuix i la caricatura.

## Obra
Les primeres obres que va fer Raquel Alzate en el món del còmic van ser participacions en diversos fanzines com RIP i Lobotonía i en les revistes de còmics TOS, BD Banda i Dos veces breve. La primera obra que va donar a conèixer al gran públic va ser Mitologika (Guionitzada per Luis Durán). El seu primer àlbum de còmics, Cruz del Sur (guió de Luis Durán fou publicat per Astiberri el 2004. Aquest àlbum fou editat a França el 2006 per l'editorial Dargaud per la qual treballarà també dibuixant una epopeia bretona de tres volums, La Ciudad de Ys (guionitzada per Rodolphe) que el 2013 es va publicar a l'estat espanyol (Astiberri).
També ha participat en àlbums col·lectius com ...De ellas (ed. de Ponent), El secreto de Alhóndiga Bilbao (ed. Alhóndiga Bilbao), Historias del olvido (Dolmen editorial) i Cortocuentos 2 (Astiberri).

## Exposicions
Les principals exposicions que ha fet Raquel Alzate són:
- Barcelona: Exposició al Saló del Còmic de Barcelona i una exposició col·lectiva d'autors bascos.
- Getxo: Exposició al Saló del Còmic de Getxo.
- La Corunya: Exposició al Salón del Cómic de A Coruña.
- Donostia: Exposició amb José Ángel Lopetegi al Centro Cultural Ernest Lluch durant la Semana de Cine Fantástico y de Terror.[7]

## Estil i mètode de treball
S'ha considerat que els còmics i il·lustracions d'Alzate tenen un estil pictòric. Per a fer les seves obres, utilitza sobretot mitjans informàtics. Abans de fer el dibuix definitiu, fa petits esbossos de cada pàgina molt esquemàtics i després els passa a dibuixar en el format gran. Primer dibuixa tota la pàgina en games de grisos, il·lumina i dona volum al dibuix i quan té el dibuix complet l'acolora.

## Obres

### Còmic
Les obres de còmic que ha fet Raquel Alzate són:
- 2003 - Tos, revista de còmics d'edicions SinSentido/Astiberri, númros 6, 7 i 13.
- 2005 - Xabiroi, revista de còmics d'Ikastolen Elkartea edicions, números 1, 2, 3, 4, 5, 6, 7, 8, 9, 10, 11, 12, 13, 14, 15, 16, 17, 18,19, 20, 21, 22, 23, 25, 26, 28 i 29.
- 2005 - El Balanzin, quadern de còmics editat per Apie-Eiep, números 1, 5, 6 i 9.
- 2005 - Humo, revista de còmics d'Astiberri Ediciones, números 1, 2, 3, 4, 5, 6, 7 i 8.
- 2006 - ... De ellas', llibre de còmic d'Edicions de Ponent.
- 2007 - Historias del olvido, llibre de còmic de Dolmen Editorial.
- 2008 - Mentiroso, mentiroso, publicació amb còmics d'Astiberri/Warren Music Spain, número 1.
- 2008 - Dos veces breve, revista de còmics d'Ariadna Editorial, número 17.
- 2010 - El secreto de Alhóndiga Bilbao, llibre de còmic editat per Alhondigabilbao.
- 2011 - Ho2, llibre de còmic de Dolmen Editorial, número 0.
- 2013 - La ciudad de Ys, llibre de còmic, números 1 (La locura de Gradlon), 2 (La Morgana Roja) i 3.
- Sense data - Cruz del Sud, llibre de còmic d'Astiberri Edicions.

## Premis
- 2005 - Premi Josep Toutain a l'Autor revelació del Saló Internacional del Còmic de Barcelona.[3]

### Entrevistes
- Entrevista a barakaldo digital.
- entrevista a guia del cómic. Arxivat 2011-10-10 a Wayback Machine.